# Josh Friedman
Josh Friedman (1967) è uno sceneggiatore e produttore televisivo statunitense.

## Filmografia

### Sceneggiatore

#### Cinema
- La guerra dei mondi (War of the Worlds), regia di Steven Spielberg (2005)
- Black Dahlia (The Black Dahlia), regia di Brian De Palma (2006)
- Il regno del pianeta delle scimmie (Kingdom of the Planet of the Apes), regia di Wes Ball (2024)
- I Fantastici Quattro - Gli inizi (The Fantastic Four: First Steps), regia di Matt Shakman (2025)

#### Televisione
- Terminator: The Sarah Connor Chronicles - serie TV (2008-2009)
- The Finder – serie TV (2012)
- Crossbones – serie TV (2014)
- Emerald City - miniserie TV (2017)
- Snowpiercer - serie TV (2020-2022)
- Foundation - serie TV (2021)

### Soggetto

#### Cinema
- Reazione a catena (Chain Reaction), regia di Andrew Davis (1996)
- Terminator - Destino oscuro (Terminator: Dark Fate), regia di Tim Miller (2019)
- Avatar - La via dell'acqua (Avatar: The Way of Water), regia di James Cameron (2022)

### Produttore

#### Televisione
- Terminator: The Sarah Connor Chronicles - serie TV, produttore esecutivo (2008-2009)
- Locke & Key - film TV, produttore esecutivo (2011)
- Il risolutore (The Finder) - serie TV (2012)
- Crossbones - serie TV, produttore esecutivo (2014)
- Emerald City - serie TV, produttore esecutivo (2017)